# Grojec (Chrzanów)
Grojec est un village de Pologne, situé dans la gmina d'Alwernia, dans le Powiat de Chrzanów, dans la Voïvodie de Petite-Pologne dans le Sud de la Pologne.

## Source
- (en) Cet article est partiellement ou en totalité issu de l’article de Wikipédia en anglais intitulé « Grojec, Chrzanów County » (voir la liste des auteurs).